# Werner Fohrer

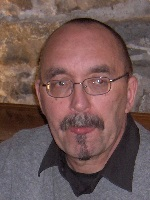
Werner Fohrer (2009)

Werner Fohrer (* 25. Dezember 1947 in Esslingen; † 23. Juli 2025) war ein deutscher neorealistischer Maler, Zeichner und Grafiker.

## Leben

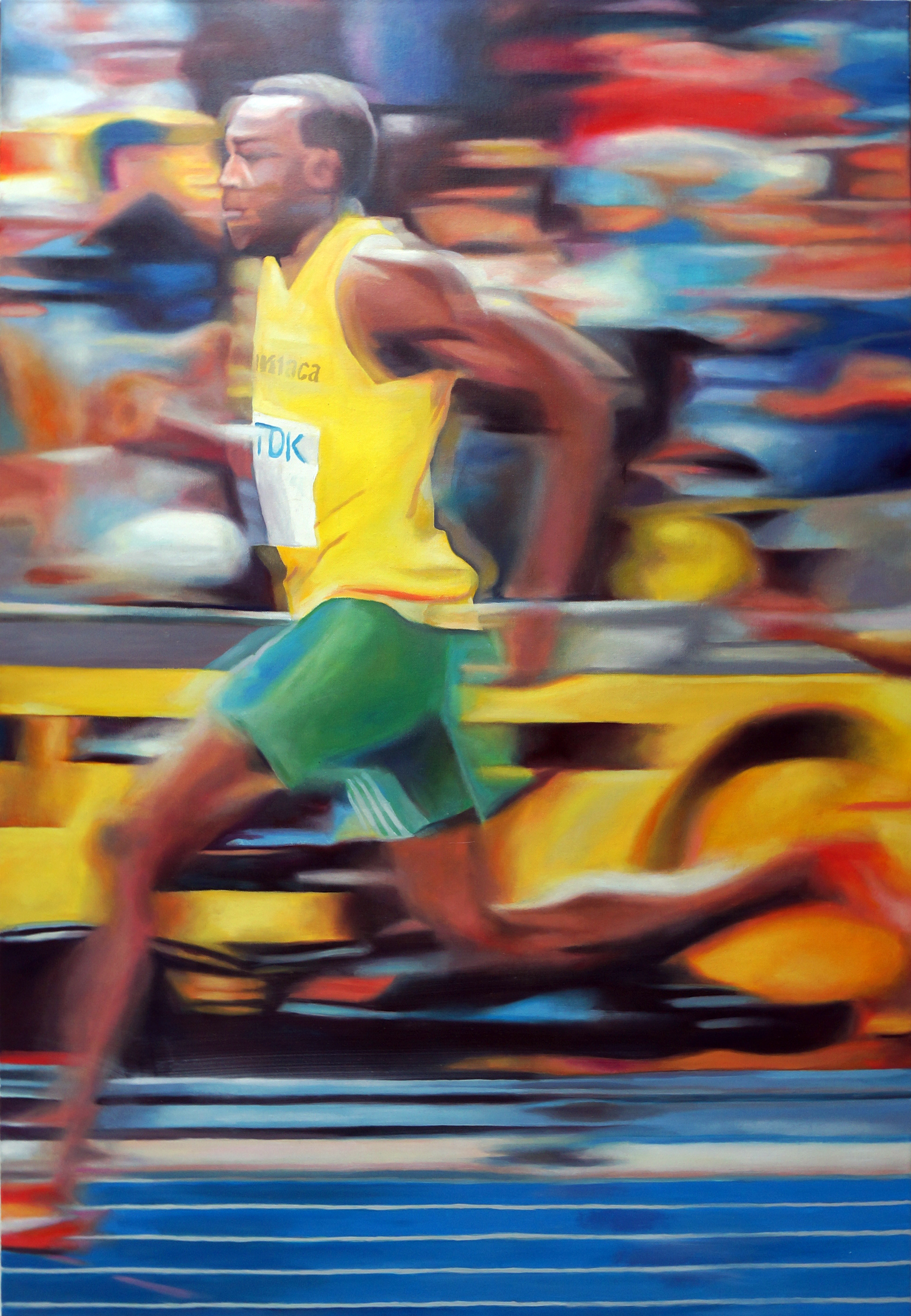
Sprinter (2015)

Werner Fohrer absolvierte ab 1964 eine Ausbildung im grafischen Gewerbe, in dem er auch einige Jahre tätig war. Er studierte von 1970 bis 1971 bei Rudolf Hausner und Almir Mavignier an der Staatlichen Hochschule für bildende Künste in Hamburg und von 1971 bis 1976 bei Rudolf Haegele und K. R. H. Sonderborg an der Staatlichen Akademie der Bildenden Künste in Stuttgart. Während des Studiums und auch danach arbeitete er als freier Mitarbeiter in verschiedenen Werbeagenturen. Von 1980 bis 1981 hielt er sich mit Unterstützung des Baden-Württemberg Stipendiums in der Cité internationale des Arts in Paris auf. Von 1982 bis 1984 erhielt er ein Atelier-Stipendium der Kunststiftung Baden-Württemberg. Von 1985 bis 1992 hatte er ein Atelier in Esslingen und Neuffen, seit 1992 befand sich sein Atelier in Plochingen.

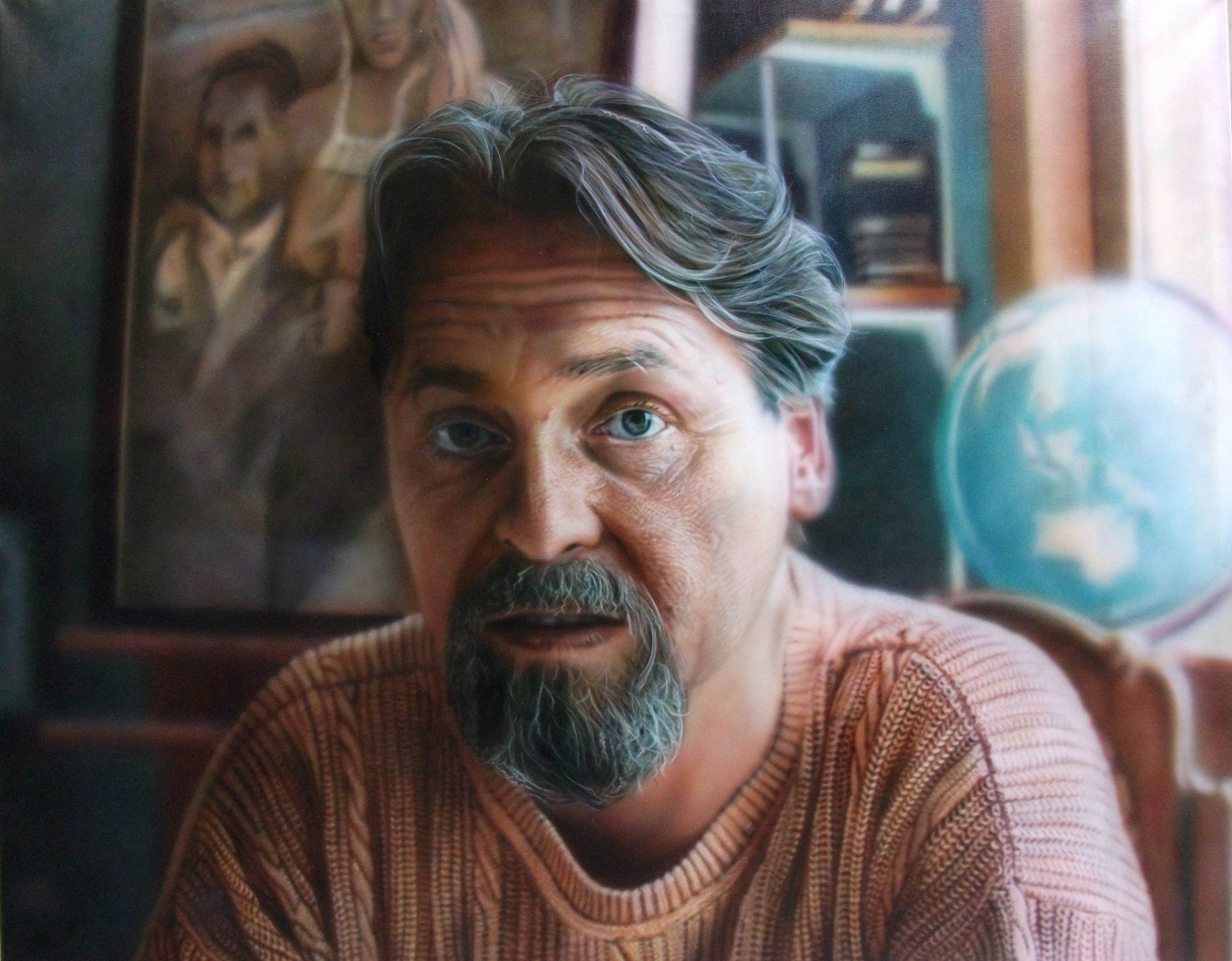
H.J. Madaus (Annäherungen, 1988)

Werner Fohrer lebte in Esslingen und Plochingen.

## Werk

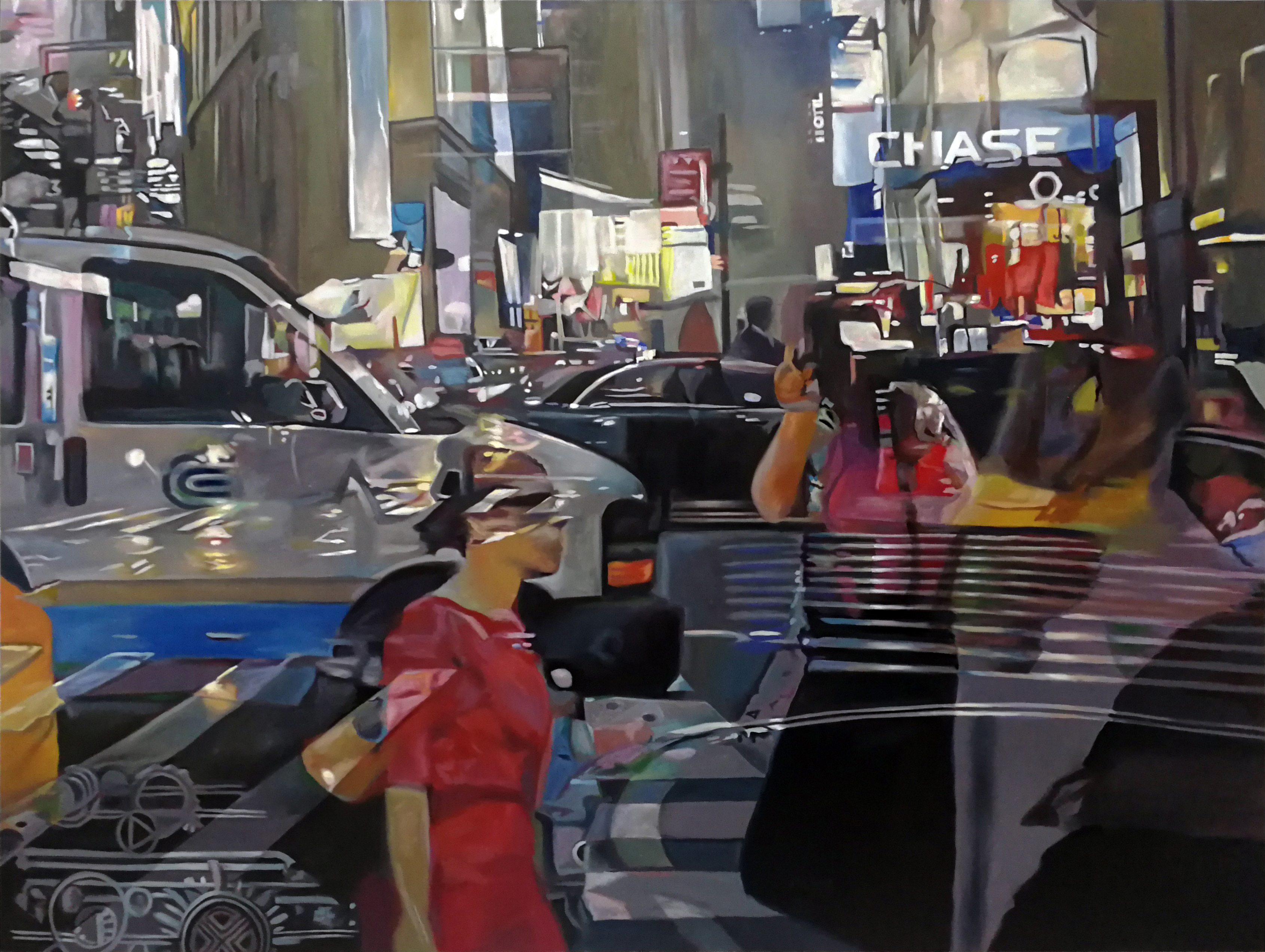
Where The Streets Have No Name (Streetlife 2018)

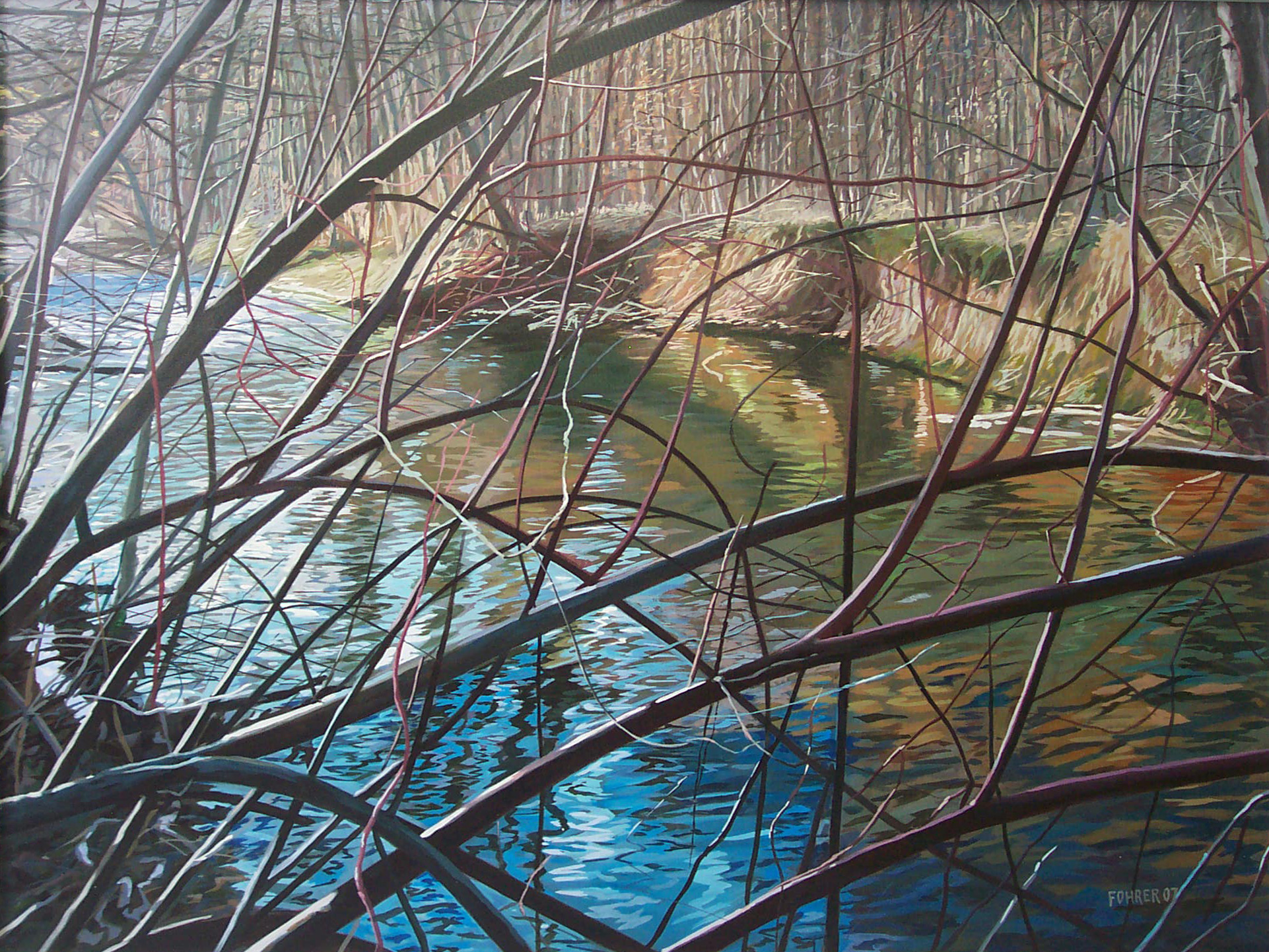
Anonymous place X (2007)

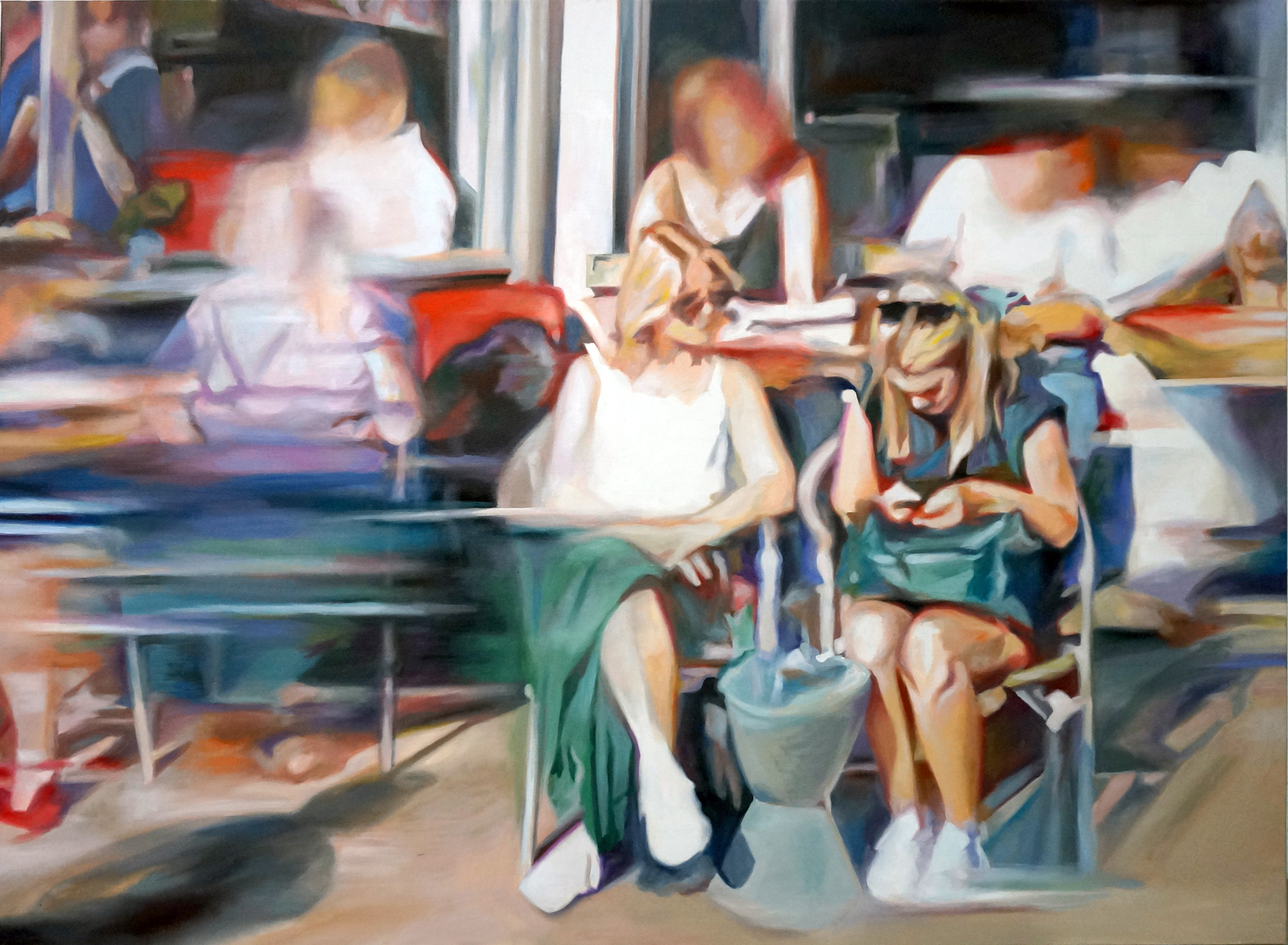
237 Singel Amsterdam (Streetview, 2017)

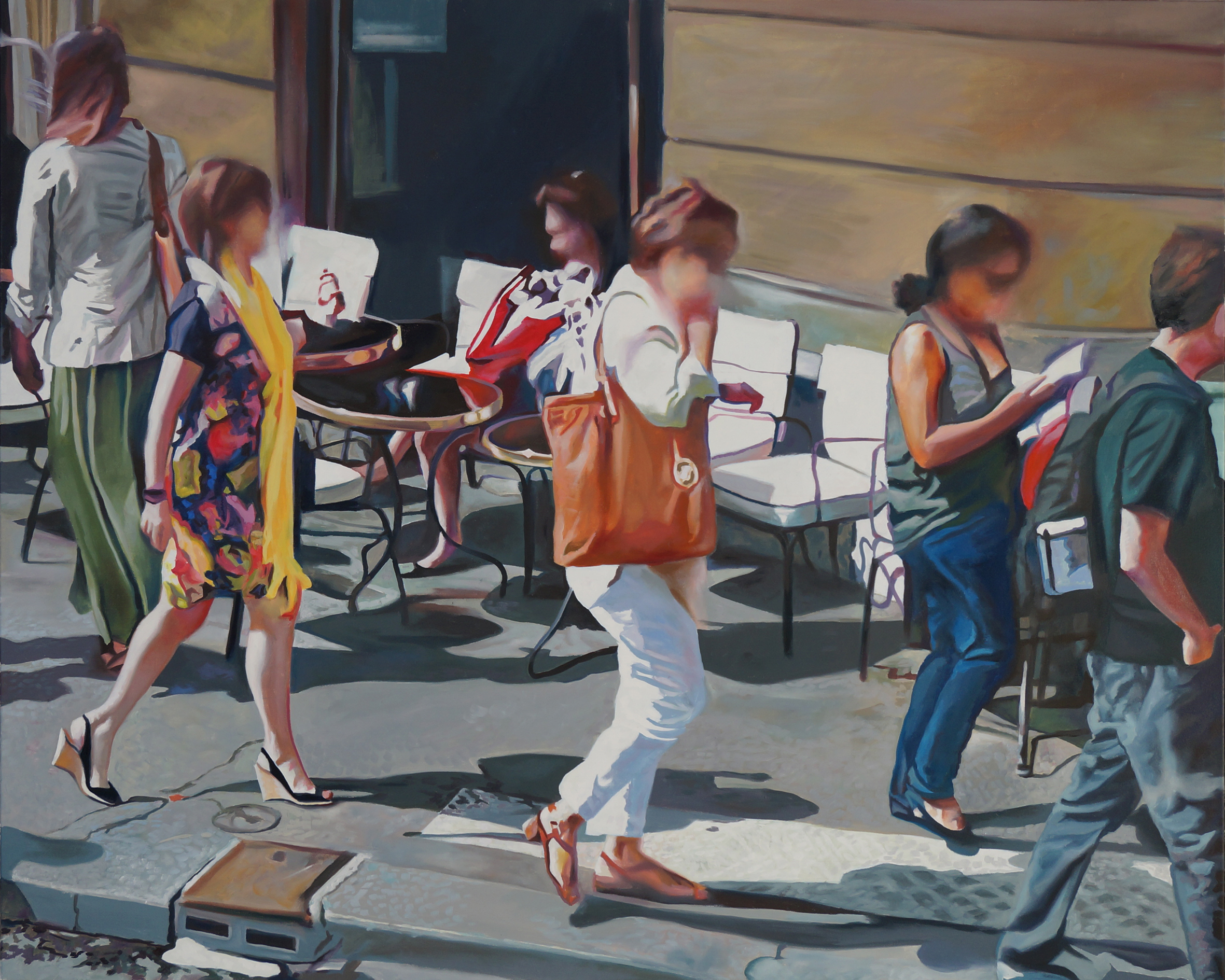
Avenue de l’Opéra, Paris (Streetview, 2014)

Fohrers Bilder sind subjektive Interpretationen der Wirklichkeit. Sie stellen Waldlandschaften, Nacht- oder Straßenszenen dar oder aber auch Szenen aus der Pop- und Rockmusik. Bei der Serie der Streetview-Bilder dienten Google-Maps-Aufnahmen als Grundlage, die Werner Fohrer dann bearbeitete. Es sind Straßenszenen aus unterschiedlichen Großstädten der Welt, in denen die Menschen durch die Straßen flanieren oder in Cafés sitzen. Er verwischt oder verschleiert die Realität, in dem er die Gesichter unscharf und nicht erkennbar darstellt. Seine Bilder zeigen nicht direkte Abbilder, sondern stellen durch die Bearbeitung eher etwas Verfremdetes, etwas Symbolhaftes dar. Kleidung und Gegenstände sind dagegen mehr im Detail dargestellt. Er übernimmt so die Vorgaben der aus datenschutzrechtlichen Gründen verhinderten personellen Identifizierung und verfremdet sie weiter im Malprozess.
Seine Bilder zeigen nicht direkte Abbilder, sondern stellen durch die malerische Bearbeitung und die anonymisierte Darstellung die Realität der Entfremdung dar. Er will mit seinen Bildern ausdrücken, wie die Flut der Ereignisse und Eindrücke nur noch als flüchtige Momente des Augenblicks wahrgenommen werden.

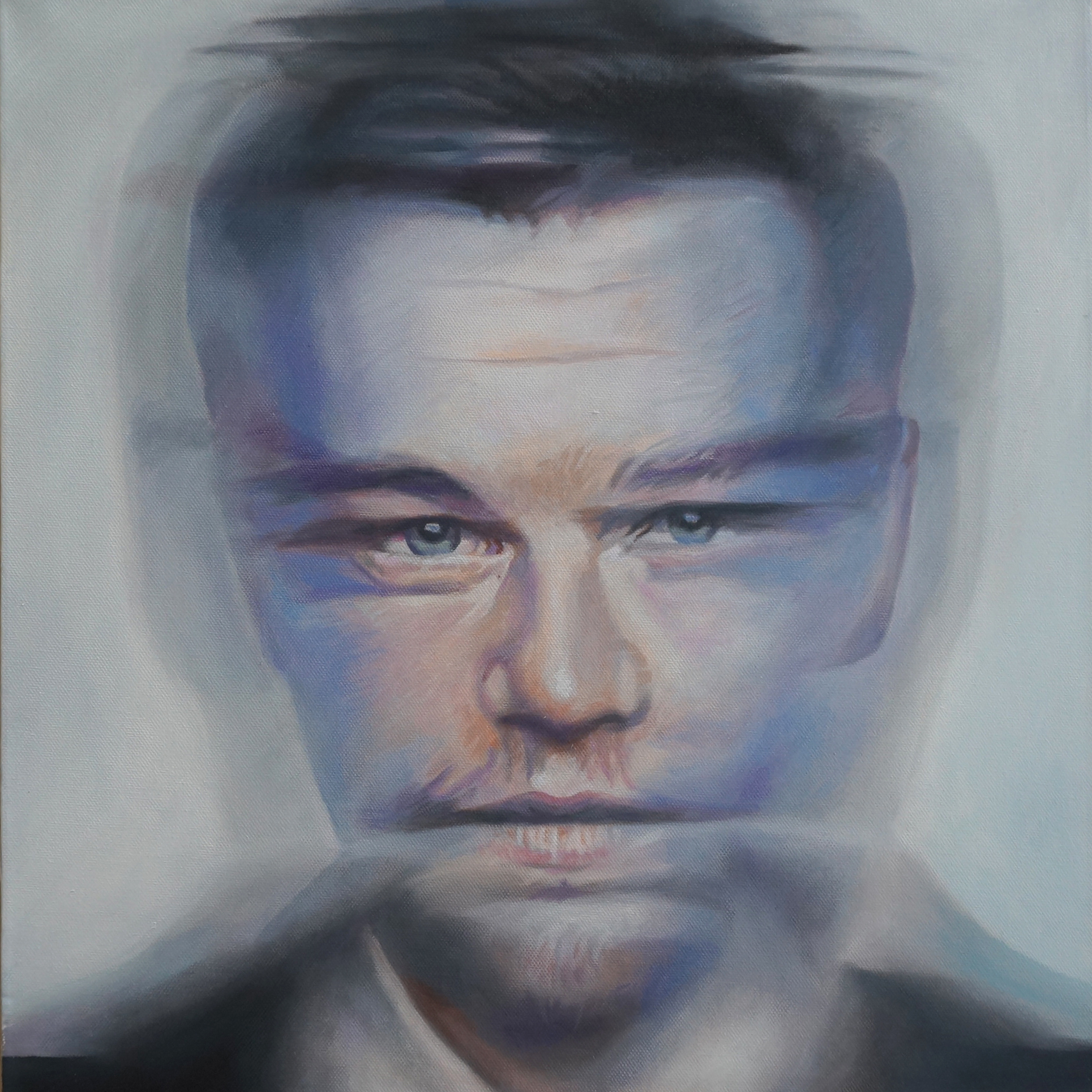
Leonardo

Bei seinen früheren Großporträts der Bildserie Annäherungen spürt man den Einfluss des amerikanischen Fotorealismus (Chuck Close, Don Eddy). Hier erreicht er mit der Airbrushtechnik und sehr vielen, teils deckenden und lasierenden Farbschichten glatte und weiche Farbvaleurs, aber auch sehr detaillierte feine Strukturen der Haare oder der Darstellung der Haut. Bei Werner Fohrer ist das im übertragenen Sinne immer ein Changieren zwischen ruhiger, identifizierbarer Darstellung und einer Auflösung der vorgegebenen Realitäten. Das zeigt sich besonders in einigen späteren Schauspielerporträts. Brad Pitt, Leonardo DiCaprio und Sean Penn und John Malkovitch sind zwar klar zu erkennen, aber in der malerischen Darstellung verwischt und unscharf dargestellt. Einige Figurendarstellungen sind ebenfalls verwischt gemalt. So erhält z. B. die Darstellung des Sprinters Usain Bolt dadurch eine gewisse Dynamik. Werner Fohrer, dessen Bilder sehr häufig beim Hören zeitgenössischer Musik entstanden, malte auch Rock- und Popsänger, die er 2018 bei einer Ausstellung in der Mannheimer Popakademie ausstellte.
Auch bei seinen Nachtbildern setzte er in der Regel die Airbrushtechnik ein. Dabei wird die Farbe mithilfe einer kleinen Spritzpistole aufgetragen und der Künstler arbeitet sich von dem groben Farbauftrag zu den feineren Details vor, indem er die Acrylfarbe teils deckend, teils lasierend aufträgt. In seinen späten Bildern der Streetlife-Serie, die nach einem New York-Aufenthalt entstanden, kehrte Fohrer wieder zur klassischen Nass-in-Nass-Malerei mit Ölfarben zurück.

## Ausstellungen
Werner Fohrer hat zahlreiche Einzel- und Gruppenausstellungen gemacht. Einige Ausstellungen hatte er in der Galerie Keim in Stuttgart-Bad Cannstatt und in der Galerie Schlichtenmaier in Stuttgart. Außerdem stellte er in Kunsthallen in Venedig, Manchester, Esslingen und Ulm aus. Auch auf verschiedenen Messen hat er seine Bilder ausgestellt.

### Einzelausstellungen

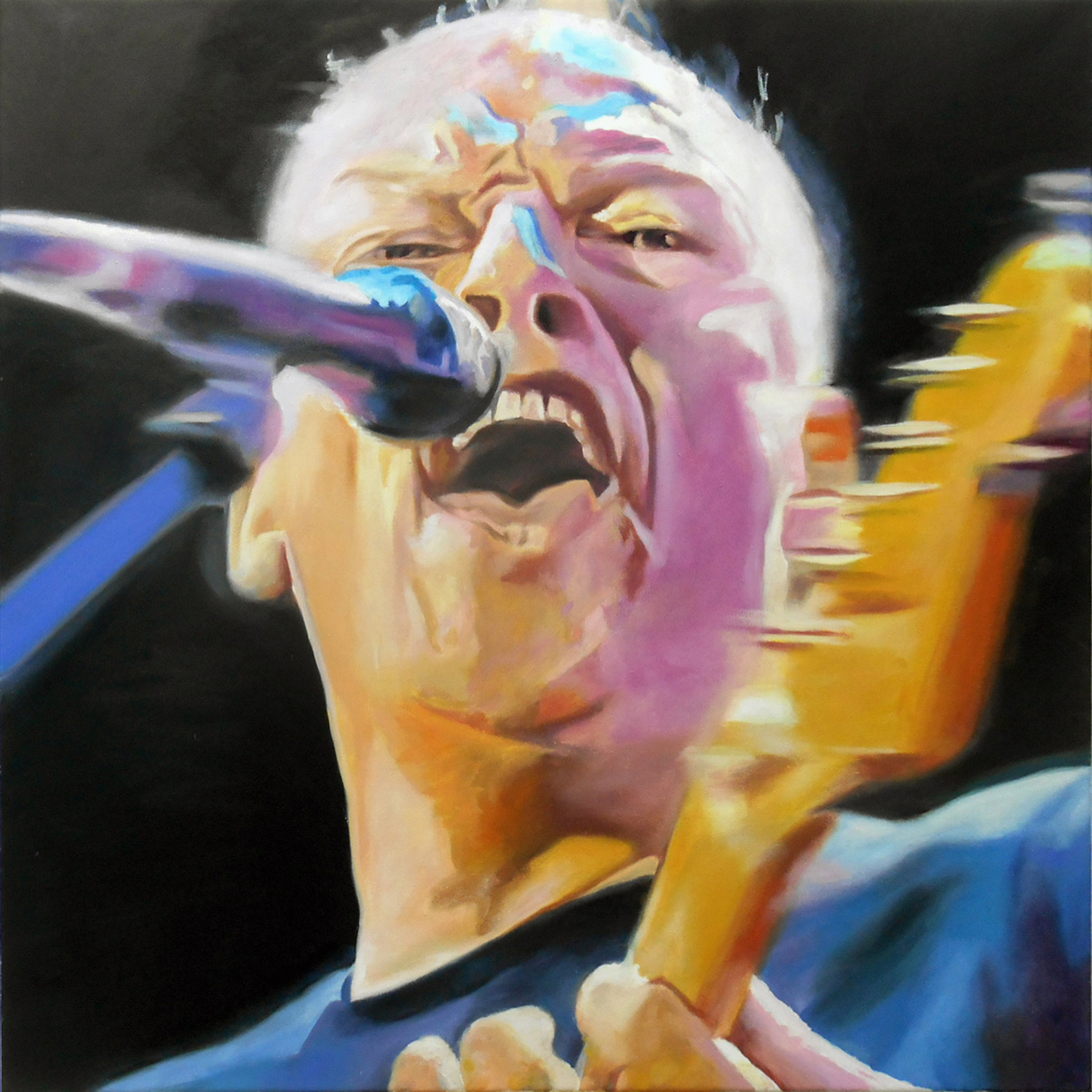
David Gilmour (2017)

- 1978: Galerie Apostroph, Stuttgart[3]
- 1985: Galerie Ventzki, Göppingen[3]
- 1987: Galerie Zeitlupe, Heidenheim[3]
- 1989: Musée Faure in Aix les Bains[5]
- 1993: H.C.M. Art Forum in Frankfurt am Main[5]
- 1997: Neue realistische Kunst aus dem Südwesten in Wirklichkeit, Schlosshalle Wolfach, Künstlerhaus Galerie Karlsruhe[7]
- 1998: Mixed Media II, Galerie im Heppächer, Esslingen[7]
- 2009: Kunsthalle Weishaupt TUEGO, Ulm[3]
- 2009: Städtische Galerie Filderstadt
- 2010: New German Romanticism im Bury Art Museum in Manchester[8]
- 2012: Leftovers in Schramberg[8]
- 2015: ART ALARM, Galerie Keim in Stuttgart[5]
- 2015: Quer_denken: Das Lange Format, Galerie Keim in Stuttgart[5]
- 2017: STAR Insight Kunst / STAR COOPERATION in Böblingen[5]
- 2017: Zwischen Sinnlichkeit und Sachlichkeit in Esslingen[5]
- 2018: Rock Alive, Popakademie Mannheim[5]
- 2019: Spotlight, Galerie der Stadt Plochingen[9]

### Gruppenausstellungen (Auswahl)
- 1988: Begleitausstellung zur Biennale Venedig[5]
- 2014: NordArt, Kunstwerk Carlshütte, Rendsburg[5]
- 2018: Neue Romantik, Villa Berberich in Bad Säckingen[4]
- 2019: What’s up, Galerie Schlichtenmaier, Schloss Dätzingen[4]
- 2020: Neue Romantik, Galerie der Stadt Herrenberg[9]
- 2025: Out of the Dark, Galerie der Stadt Plochingen[10]

## Publikationen
- Schöne Aussichten: Valentin Vitanov. Menschen, Tiere, Landschaften (Text Werner Fohrer). Stuttgart 2016, ISBN 978-3-942743-50-1.